# Vachrušev
Vachrušev (rusky Вахрушев) do roku 1947 Tomarigiši je sídlo městského typu na Dálném východě Sachalinské oblasti v Ruské federaci. Žije zde 1 441 obyvatel (2023).

## Geografie
Obec se nachází na jihovýchodě ostrova Sachalin, 8 km od Zálivu Trpělivosti v Ochotském moři. Leží 230 km severně od oblastního centra Južno-Sachalinsku.
Vachrušev je obklopen několika povrchovými jezery. Jižně od obce protéká potok Rakitka ze západního směru na východ.
Z administrativního hlediska patří Vachrušev do Poronajského okresu.

## Historie
V roce 1928 spojením několika menších japonských osad vznikla oficiálně vesnice Tomarigiši, která se v polovině roku 1929 stala městem. Od roku 1939 došlo k rychlému rozvoji města v souvislosti s těžbou uhlí. V roce 1945 bylo město obsazeno Sovětským svazem a v roce 1947 bylo začleněno do Sachalinské oblasti a přejmenováno na současné jméno Vachrušev, na počest sovětského ministra uhelného průmyslu Vasilije Vachruševa.
Už v japonském období byla postavena úzkorozchodná železnice z pobřežní vesnice Lermontovka do Vostoku, která byla později prodloužena k uhelným dolům ve Vachruševu (železniční stanice Vachrušev-Ugolnyj). Devět kilometrů dlouhá železniční trať sloužila k zásobování sachalinské tepelné elektrárny, nacházející se v Lermontovce, uhlím.
V roce 1969 byla postavena v obci nemocnice, která po rozpadu SSSR a exodu obyvatel z ostrova chátrala. V roce 2017 prošla kompletní rekonstrukcí a v březnu 2018 se z ní stalo rehabilitační centrum pro drogově závislé. Jedná se o první takové centrum na Sachalinu.
V roce 2011 v souvislosti se změnami v územní struktuře Sachalinské oblasti získal Vachrušev oficiálně statut sídla městského typu.

## Kultura a pamětihodnosti
V obci se nachází škola, pošta, kulturní dům, lékárna, rehabilitační středisko pro drogově závislé, supermarket a hasičská zbrojnice.

## Rodáci
- Tacuja Hori (* 1935) – japonský politik, guvernér Hokkaida

## Galerie

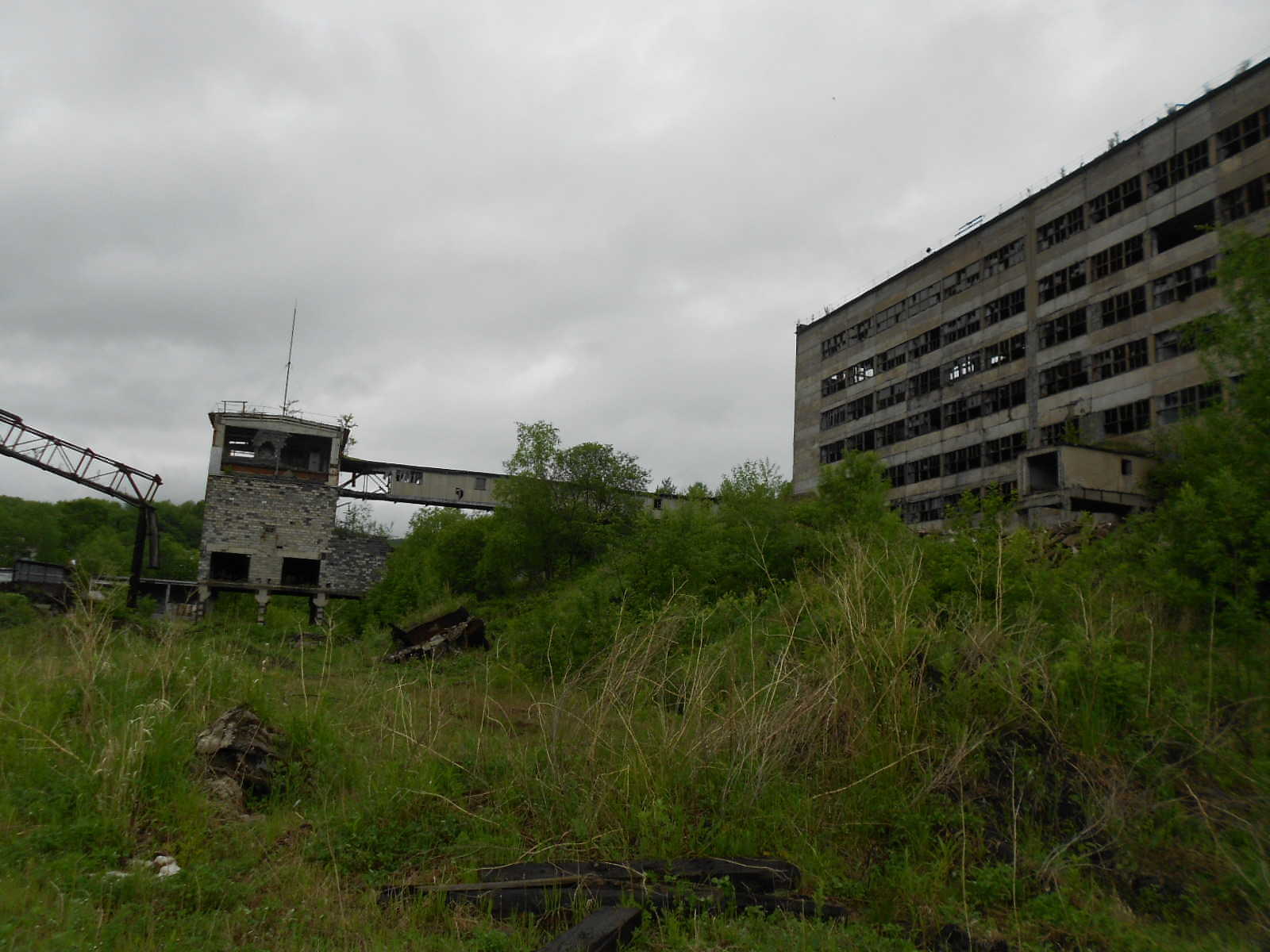
Opuštěná železniční stanice (2016)
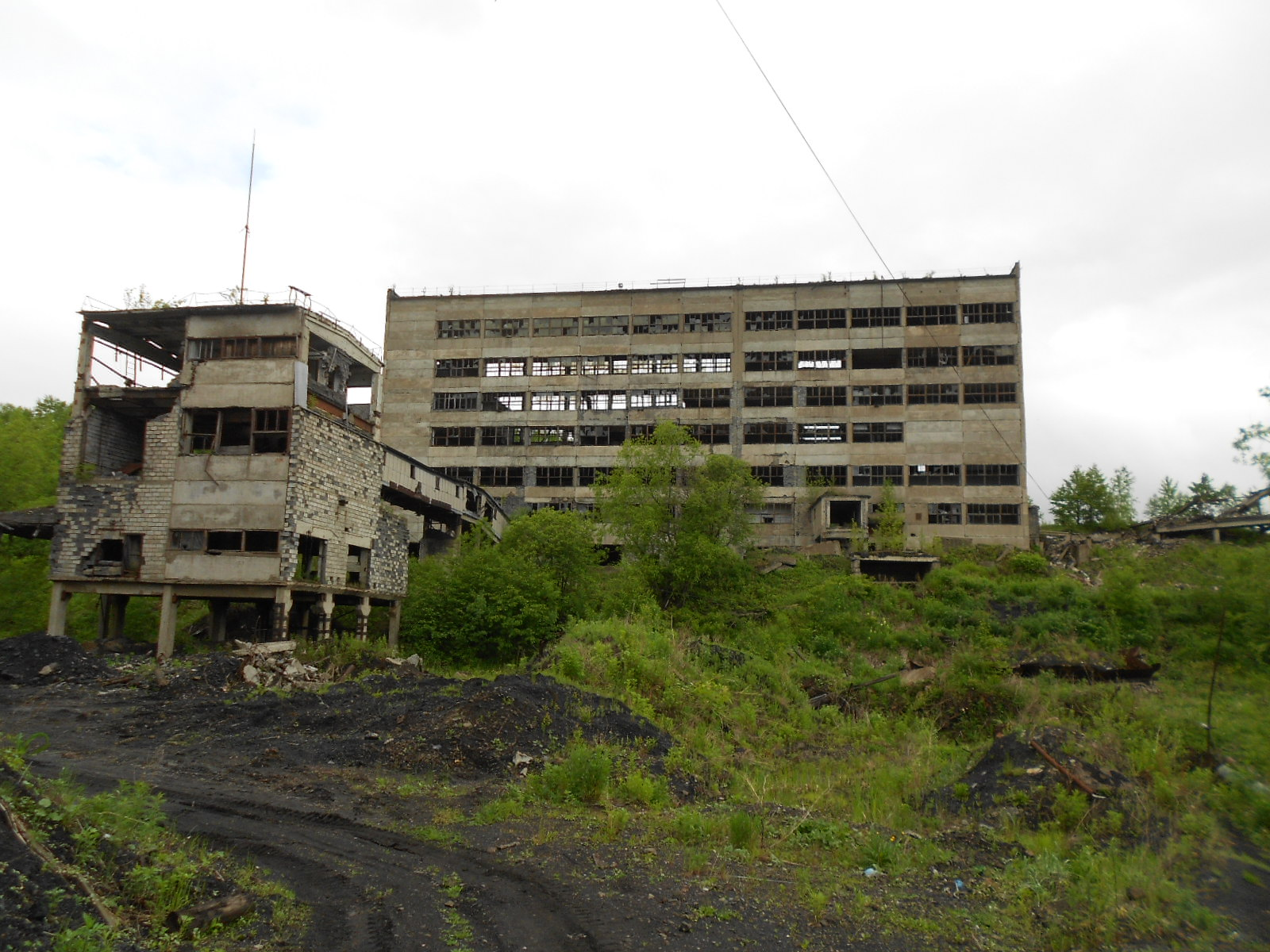
Chátrající železniční nádraží (2016)
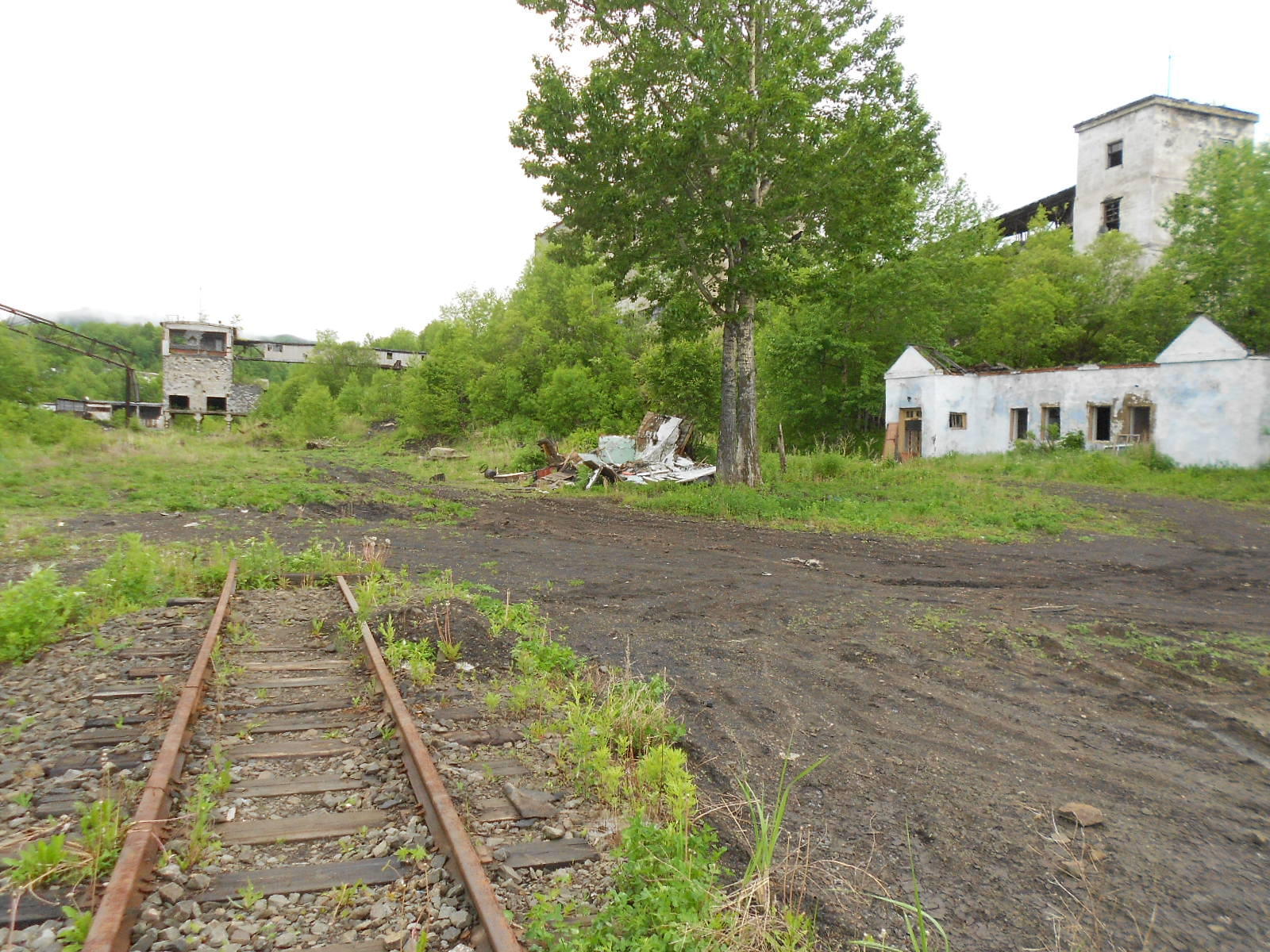
Uzavřená železnice (2016)
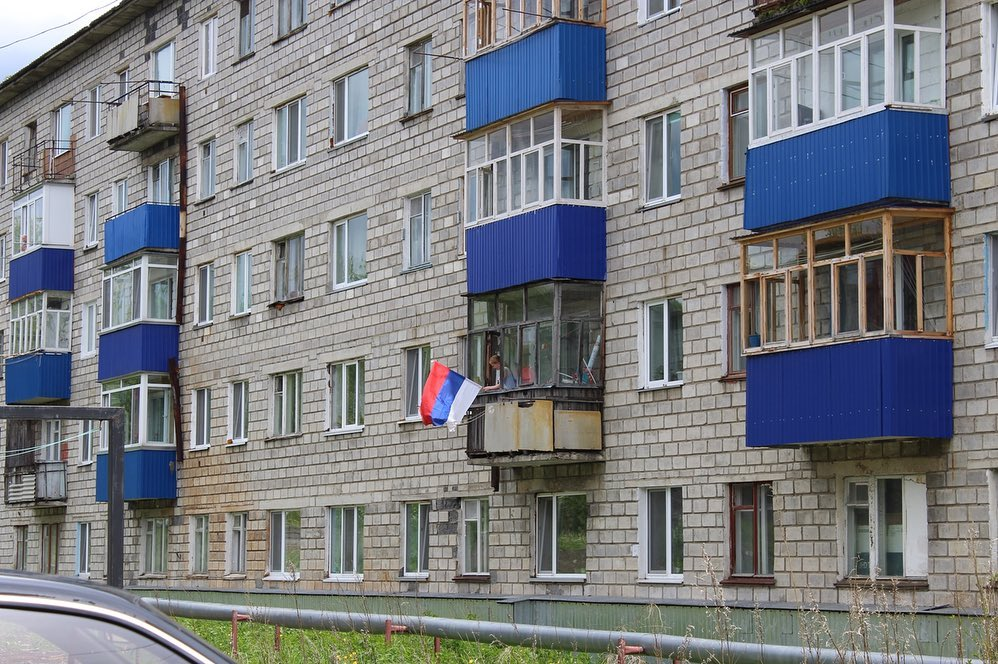
Bytový den ve Vachruševě (2020)